# Cromatismo de tercera

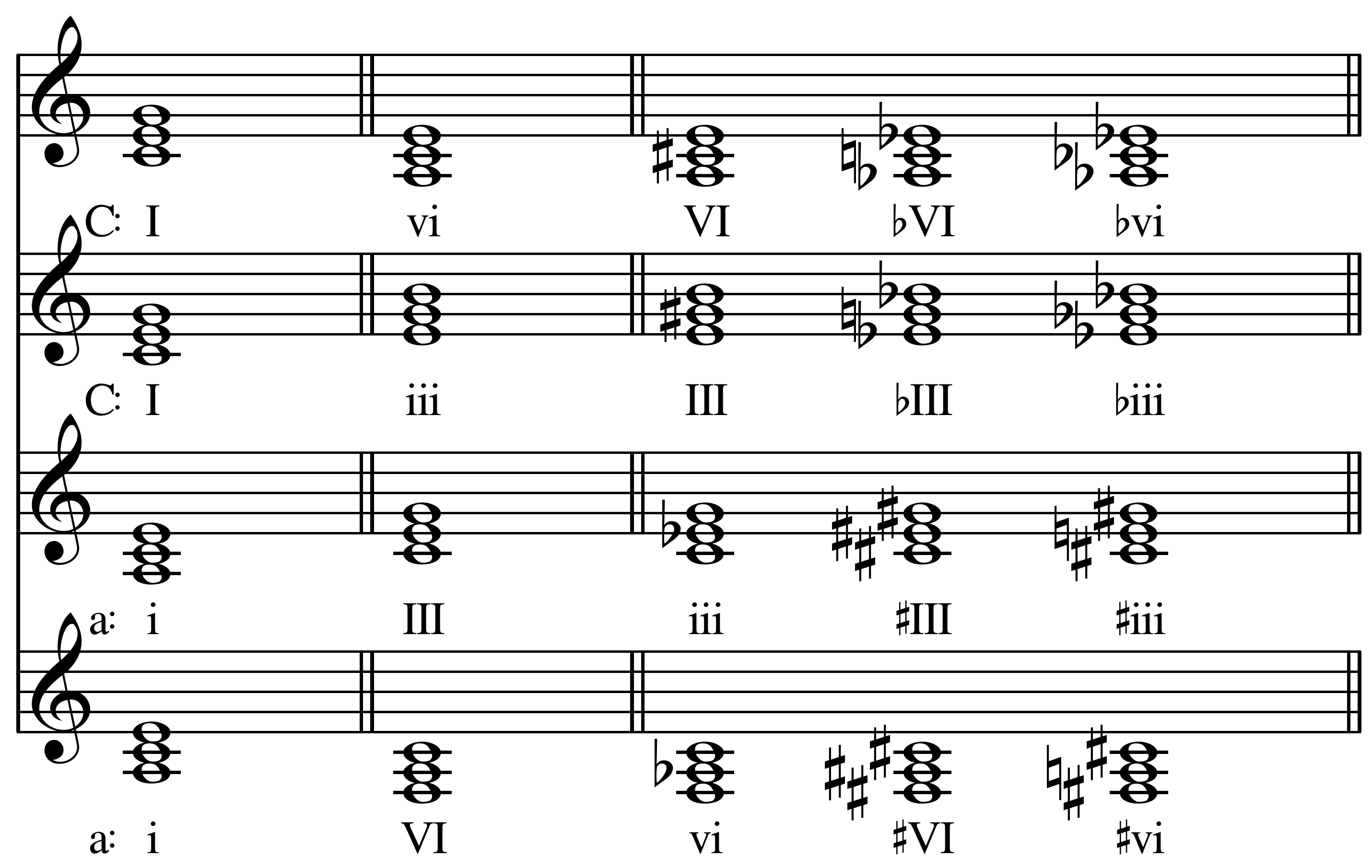
Acordes de Do mayor (C) y la menor (a) relacionados por cromatismo de tercera.

En música, el cromatismo de tercera o mediante cromática es una alteración de los acordes mediantes o submediantes.
La definición conservadora de teóricos como Allen Forte la define como dos acordes y/o secciones cuyas notas fundamentales están relacionadas por una tercera mayor o una menor y contienen un tono en común (por lo tanto, comparten el mismo tipo, es decir, mayor o menor).
Por ejemplo, en la tonalidad de do mayor, los grados diatónicos mediante (iii) y submediante (vi) son mi menor y la menor respectivamente. Sus mediantes cromáticas son mi mayor (III) y la mayor (VI), y de la tonalidad homónima ♭III (mi♭ mayor) y ♭VI (la♭ mayor). Por lo tanto, hay cuatro mediantes cromáticas.
Los cromatismos de tercera suelen encontrarse en estado fundamental, sea mayor o menor. Estos acordes le dan un color e interés característico al prolongar la armonía de la tónica, y suelen discurrir desde y hacia la tónica (y con menor frecuencia a la dominante). A veces pueden ser precedidos o seguidos por dominantes secundarias. Al compartir una nota en común, también sirven para hacer una modulación.
La mediante doble cromática se da cuando ambos acordes no tienen tonos comunes. Por lo que puede ser uno mayor y otro menor. En el caso de do mayor, los acordes serían ♭iii (mi♭ menor) y ♭vi (la♭ menor).
No existe un acuerdo sobre la definición de las relaciones cromáticas mediantes, sin embargo existen otras relaciones cromáticas. La definición más conservadora implica acordes de séptima y tríadas mayores o menores. Teóricos como Benward y Saker incluyen los doble cromáticos. Por lo que con esta definición más permisiva se incluyen seis cromatismos de tercera.

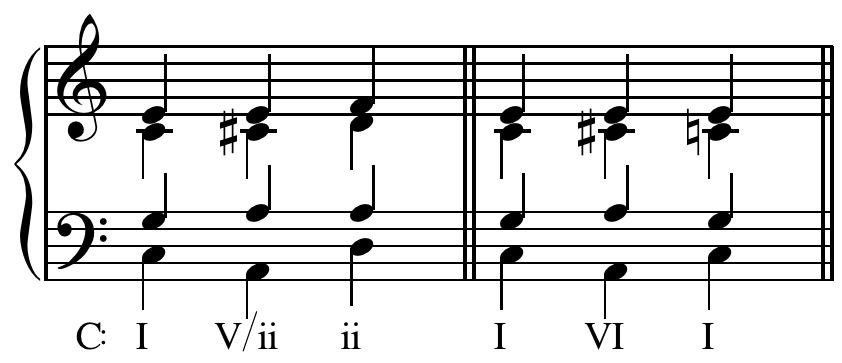
Dominante secundaria (V/ii que resuelve a ii) vs. Cromatismo de tercera (VI que resuelve en I). En do mayor: doM-laM-rem vs. doM-laM-doM.

Algunos acordes cromáticos son equivalentes a acordes alterados (como mi♭ y la♭ en do mayor). Por ejemplo, ♭VI y ♭III son un intercambio modal de la tonalidad homónima (do menor). Mientras que VI y III son dominantes secundarios de ii (V/ii) y vi (V/vi) respectivamente.
Es muy raro encontrar cromatismos de tercera durante el Barroco y Clasicismo, aunque ocasionalmente puede encontrarse entre secciones. Su uso en acordes y relaciones se hizo mucho más común durante el Romanticismo, y aún más popular en el posromanticismo e impresionismo.
Algunos autores describen el uso como sorpresivo, incluso más que la cadencia rota, en parte por su rareza y en parte por su cromatimo. Mientras que otros deciden excluir el intercambio modal, los acordes secundarios, y luego, finalmente considerar la posibilidad de una relación cromática real.

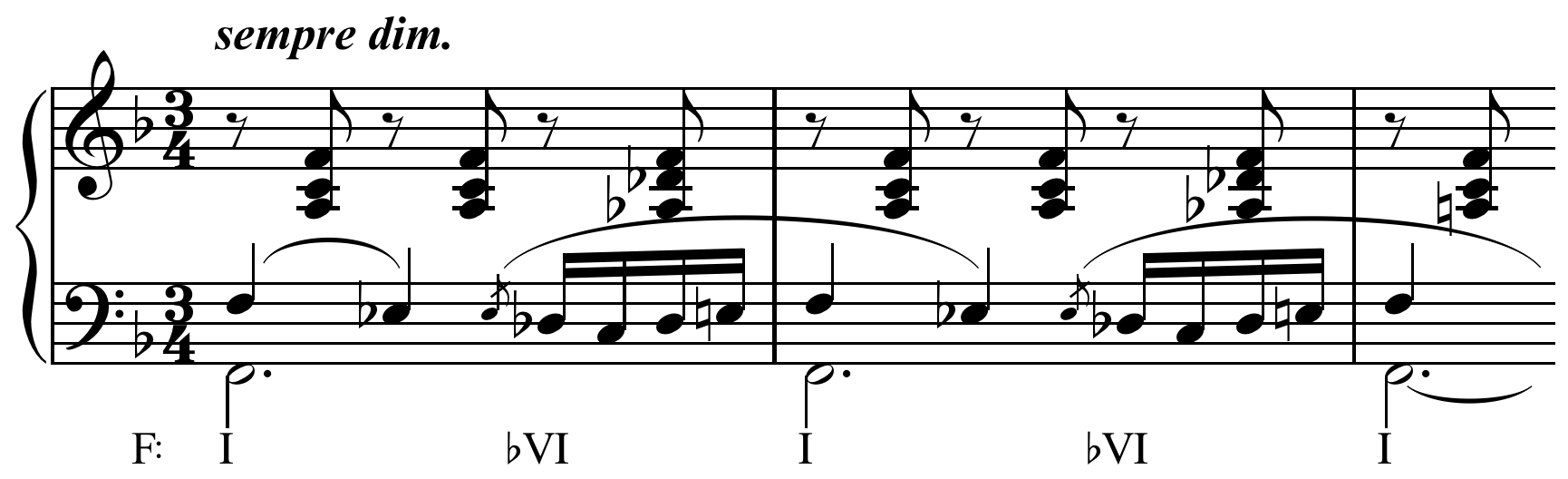
Cromatismo de tercera de las Canción sin palabras, op. 2, n.º 3 de Piotr Ilich Chaikovski c. 43-45. Note ♭VI in root position and the repeated return to I, characteristic of chromatic mediant root movement